# Charmbracelet
A Charmbracelet Mariah Carey amerikai énekesnő tizenkettedik albuma és nyolcadik stúdióalbuma. 2002. december 3-án jelent meg. Ez volt az első albuma, amit új lemezkiadója, az Island Records adott ki. A Charmbraceletet visszaérésnek szánták előző stúdióalbuma, a Glitter és az azonos című film viszonylagos sikertelensége után. Bár az albumból többet adtak el, mint a Glitterből, kislemezei közül az Egyesült Államokban egy sem került a 60. helynél magasabbra a Billboard Hot 100-on. Az albumon több művész is közreműködött: Cam’ron, Jay-Z, Freeway és Westside Connection rapperek, valamint Kelly Price és Joe énekesek.

## Felvételek
Az előző album sikertelensége miatt a Virgin Records megvált Careytől, és felbontotta vele a 80 millió dolláros szerződést. Carey több hónapon át lemezszerződés nélkül volt, végül aláírt egy jóval szerényebb szerződést az Island Recordsszal. A kiadó vezetője, Lyor Cohen szerette volna, ha az énekesnő visszatér az alapokhoz, az ő javaslatára írta Carey Lionel Cole-lal a Through the Rain című dalt, ami a nehézségek leküzdéséről szól. A dal producerei Jimmy Jam és Terry Lewis voltak, akikkel korábban a Rainbow albumon már dolgozott együtt. A dalnak az albumon is hallható remixét Just Blaze és Randy Jackson készítették, és Kelly Price, valamint Joe is énekel benne. Jam és Lewis a Yours című dalon is együtt dolgoztak Careyvel. A dal eredetileg duett lett volna Justin Timberlake-kel, végül azonban Timberlake lemezkiadója miatt ez meghiúsult.
Carey ezen az albumon dolgozott először az American Idol zsűritagjával, Randy Jacksonnal (nem azonos Michael Jackson öccsével). Közreműködésük eredménye a vallásos témájú My Saving Grace, a Carey ekkoriban elhunyt édesapjához szóló Sunflowers for Alfred Roy és a latinos beütésű I Only Wanted, valamint Jackson javasolta azt is, hogy Carey feldolgozza a Def Leppard számát, a Bringin’ On the Heartbreaket.
Just Blaze segített gyors tempójú számokat írni az albumhoz. Careynek nagyon tetszett Cam’ron Oh Boy című dala, és részleteket használt fel belőle a Boy (I Need You)-hoz, mely válaszként készült az Oh Boy-ra. Ugyanebben a stílusban készült a szintén felgyorsított vokálokat tartalmazó You Got Me is. Ebben a dalban Freeway rappel, és a dal 2003 februárjában az ő első albumán, a Philadelphia Freewayen is megjelent.
Ahogy Cohen tervezte, az album Carey válasza lett arra, ahogy a közvélemény fogadta előző évbeli problémáit. Bár az énekesnő nem szeret olyan dalokat készíteni, melyben másokat pocskondiáz, most elkészítette a Clown című számot, melyben Eminem állításaira válaszol – a rapper és ő korábban barátok voltak, a média azonban azt híresztelte, több is volt köztük, és erre Eminem is rájátszott Superman című számában. A Clownban Mariah cáfolja ezt.
Egy korábbi dal, az 1997-es The Roof folytatása a Lullaby című dal, melyet az énekesnő Dre és Vidal közreműködésével készített. A dal valószínűleg egy volt barátjáról, Derek Jeterről szól, akivel 1997-ben volt kapcsolata.
Carey, követve Cohen „vissza az alapokhoz” tervét, régi barátjával, Jermaine Duprival is szerzett számokat: a The One-t és a You Had Your Chance-t. Damizzával az Irresistible című dalt írta, melyben Westside Connection rappel. Carey azonban Cohennel ellentétben úgy érezte, új hangzásokat is kipróbálna, ennek lett egyik eredménye a rockos Bringin’ On the Heartbreak, a dzsesszes beütésű Subtle Invitation és a There Goes My Heart (utóbbi végül nem került fel az albumra, csak az új kiadásra bónuszdalként). DJ Quikkel is készített pár dalt, ezek azonban nem kerültek fel az albumra.
Amerikában és egyes európai országokban az 1900-as évek elején jöttek divatba az úgynevezett charm braceletek (kb. „varázskarkötők”). Ez egy ezüst vagy arany karlánc volt, amelyet a kislányok ajándékba kaptak, utána minden fontosabb alkalomra (például születésnapra) kaptak hozzá egy-egy ráakasztható medált. A karkötő így egy egész történetet mesél el, minden fontosabb eseményt egy-egy függő jelöl rajta. Mariah albuma is ilyen: minden dal olyan, akár a medálok a karkötőn. Az album már a befejezéséhez közeledett, és Carey úgy érezte, kell egy téma, ami összefogja a dalokat. Ekkoriban halt meg az édesapja, Alfred Roy Carey rákban. Bár éveken át nem voltak jó kapcsolatban, nem sokkal a halála előtt kibékültek. Hozzá íródott a Sunlowers for Alfred Roy című dal. Az énekesnő azért nevezte el Charmbraceletnek az albumot, mert a karkötő olyan embereket és dolgokat jelképez és segít emlékezetében tartani, amikre szívesen emlékezik.

## Fogadtatása
Az album promóciójához Carey több műsorban is megjelent (The Oprah Winfrey Show, The View, The Late Show with David Letterman). Ahogy az album hangzásával kapcsolatban, itt is az volt Lyor Cohen véleménye, hogy Carey térjen vissza a kezdetekhez és feledtesse el az emberekkel előző évi, sikertelen önmagát. Így évek óta először az énekesnő ismét göndör hajjal jelent meg, hogy első albumát a Mariah Careyt (1990) juttassa az emberek eszébe. Carey volt a tárgya az MTV egyik különkiadásának – Shining Through the Rain. Minden interjújában beszélt a Glitter film és filmzene sikertelenségéről, valamint idegi összeomlásáról. Cohen azt remélte, így az emberek majd jobban átérzik a Through the Raint, mely a nehézségek leküzdéséről szól. A dal azonban csak a 81. helyig jutott az amerikai slágerlistán. (Kanadában és az Egyesült Királyságban nagyobb sikere lett, mindkét országban a Top 10-be került.)
Az albumból a megjelenést követő első héten 241 000 példányt adtak el, és ezzel a 3. helyen nyitott A . Billboard 200 slágerlistán, azonban csak három hétig maradt a Top 20-ban és huszonhárom hétig a listán. Az Island Def Jam gyorsan kiadott egy újabb kislemezt, hogy a Through the Rain sikertelensége ellenére is felkeltse az érdeklődést az album iránt, de a The One-t nem játszották eleget a rádiók, így az utolsó pillanatban a Boy (I Need You) lett a következő kislemez, ez azonban a Through the Rainnél is kevesebb sikert aratott, még a Billboard Bubbling Under Hot 100 Singles slágerlistára sem került fel. Az Irresistible (Westside Connection) azonban feljutott a 81. helyig a Hot R&B/Hip-Hop Singles & Tracks listán.
Az album és a két kislemez sikertelensége után Carey világ körüli turnéra indult, hogy sikeresebbé tegye az albumot. A Charmbracelet World Tour: An Intimate Evening with Mariah Carey (Charmbracelet turné: Egy bensőséges este Mariah Careyvel) az énekesnő karrierjének legnagyobb turnéja volt, több mint nyolc hónapon át tartott és több mint hatvan fellépésre került sor, számos országban. (Az énekesnő turnéi korábban csak az USA-ra és pár európai országra terjedtek ki, és összesen csak kb. tizenöt fellépésből álltak.) A PR-ért felelős munkatársak a turnén azt javasolták Careynek, jelentesse meg a Bringin’ On the Heartbreak-et következő kislemezként, amit meg is tett, de ez a kislemez sem lett sikeres, a rádiók nem nagyon játszották, és a turné ellenére az album sem fogyott jobban. Ennek ellenére Ázsiában az album újra megjelent, Charmbracelet: Limited Edition címmel. Ezen négy bónuszdal szerepelt, valamint a Through the Rain és a Boy (I Need You) videóklipje.
A Charmbraceletből az USA-ban egymillió, világszerte további félmillió fogyott a megjelenése után; az USA-ban platinalemez lett. 2005-ig a SoundScan adatai szerint több mint 1,2 millió kelt el belőle az USA-ban és több mint 3 millió világszerte. 2005. május 18-án a My Saving Grace című dalt promóciós lemezen elküldték az amerikai gospel rádióadóknak a tizennegyedik albumon, a The Emancipation of Mimin (2005) szereplő, szintén vallásos témájú dallal, a Fly Like a Birddel együtt, de egyiket se nagyon játszották a rádiók, és csak a Fly Like a Birdöt küldték el más rádióadóknak is.

## Dalok
| #                             | Cím                                                           | Szerzők                                                                             | Hossz |
| ----------------------------- | ------------------------------------------------------------- | ----------------------------------------------------------------------------------- | ----- |
| 1.                            | Through the Rain                                              | Mariah Carey, Lionel Cole                                                           | 4:48  |
| 2.                            | Boy (I Need You) feat. Cam’ron                                | Carey, Justin Smith, Norman Whitfield                                               | 5:14  |
| 3.                            | The One                                                       | Carey, Jermaine Dupri, Bryan Michael Cox                                            | 4:08  |
| 4.                            | Yours                                                         | Carey, James Harris III, Terry Lewis, James „Big Jim” Wright                        | 5:06  |
| 5.                            | You Got Me feat. Jay-Z and Freeway                            | Carey, J. Smith, Shawn Carter, Leslie Pridgen                                       | 4:22  |
| 6.                            | I Only Wanted                                                 | Carey, Cole                                                                         | 3:38  |
| 7.                            | Clown                                                         | Caey, Andre Harris, Vidal Davis, Mary Ann Tatum                                     | 3:17  |
| 8.                            | My Saving Grace                                               | Carey, Trevor Lawrence, Kenneth Crouch, Randy Jackson                               | 4:09  |
| 9.                            | You Had Your Chance                                           | Carey, Dupri, Cox, Leon Haywood                                                     | 4:22  |
| 10.                           | Lullaby                                                       | Carey, A. Harris, Davis                                                             | 4:56  |
| 11.                           | Irresistible (West Side Connection) feat. Westside Connection | Carey, Damon Young , O’Shea Jackson, Quincy Jones III, Theodore Life, Dexter Wansel | 5:04  |
| 12.                           | Subtle Invitation                                             | Carey, 7 Aurelius, LLoyd Smith, Crouch, Rob Bacon, R. Jackson                       | 4:27  |
| 13.                           | Bringin’ On the Heartbreak                                    | Steven Maynard Clark, Joseph Eliot, Peter Andrew Willis                             | 4:34  |
| 14.                           | Sunflowers for Alfred Roy                                     | Carey, Cole                                                                         | 2:59  |
| 15.                           | Through the Rain (Remix) feat. Kelly Price and Joe)           | Carey, R. Jackson, Crouch                                                           | 3:34  |
| Japán bónuszdal               |                                                               |                                                                                     |       |
| 16.                           | Miss You feat. Jadakiss                                       | Carey, Dupri, Cox, J. Phillips, T. Etling, L. Laurie                                | 5:09  |
| Brit bónuszdal                |                                                               |                                                                                     |       |
| 17.                           | I Know What You Want feat. Busta Rhymes & the Flipmode Squad  | T. Smith, W. A. Lewis, R. McNair, L. Jones, R. T. Fisher, R. Thomas                 | 4:44  |
| Tour Edition bónusz CD & AVCD |                                                               |                                                                                     |       |
| 1.                            | There Goes My Heart                                           |                                                                                     | 4:11  |
| 2.                            | I Know What You Want                                          |                                                                                     | 4:44  |
| 3.                            | Got a Thing 4 You feat. Da Brat & Elephant Man                |                                                                                     | 5:02  |
| 4.                            | The One (So So Def Remix) feat. Jermaine Dupri & Bone Crusher | Carey, Dupri, W. Hardnett, T. Riley, G. Griffin, A. Hall, T. Gatling                | 4:38  |
| 5.                            | Through the Rain (videóklip)                                  |                                                                                     |       |
| 6.                            | Boy (I Need You) (videóklip)                                  |                                                                                     |       |

## Kislemezek
Az album első kislemeze, a Through the Rain a Billboard Hot 100-on csak a 81. helyig jutott, ezzel a legalacsonyabb helyezést produkálta Carey azon kislemezei közül, melyek egy új album első lemezeként jelentek meg. Több más országban viszont a Top 20-ba került. Ezután jelent meg csak promóciós lemezként a MC… Move the Crowd, ami az album három számát tartalmazta, azzal a szándékkal, hogy a közülük legsikeresebbet választják következő kislemeznek. Ezek közül az Irresistible viszonylagos sikert aratott, az album második kislemezének mégis a The One-t választották. Az előző kislemez sikertelensége miatt azonban úgy döntöttek, gyorsabb tempójú dal lesz a következő, kereskedelmi forgalomban is megjelenő kislemez. Így Boy (I Need You) lett a következő kislemez, ez a dal azonban fel se került a Billboard Hot 100-ra.
Mariah következő kislemeze a Busta Rhymesszal és a Flipmode Squaddal közös I Know What You Want, ami váratlan sikert aratott, és ezért rákerült a Charmbracelet új kiadására, valamint a The Remixes című kiadványra is bónuszdalként. Az album utolsó kislemeze a Bringin’ On the Heartbreak című Def Leppard-feldolgozás, ami nm került fel a Hot 100-ra.
- Through the Rain (2002)
- MC… Move the Crowd (csak promó; 2002)
- Irresistible (West Side Connection) (csak promó; 2002)
- The One (csak promó; 2002)
- Boy (I Need You) (2003)
- Bringin’ On the Heartbreak (2003)
- Miss You (2004)

### MC… Move the Crowd
A MC… Move the Crowd egy promóciós kislemez volt a Charmbracelet albumról. 2002 novemberében jelent meg. Az album három dalát, valamint ezek instrumentális változatát tartalmazza.
Az album első kislemeze, a Through the Rain nem jelent meg az Egyesült Államokban. Ehelyett adták ki a csak bakelitlemezen megjelent MC… Move the Crowdot, melyen az album három gyorsabb tempójú, hiphop stílusú száma kapott helyet: a később külön kislemezen is megjelentetett Boy (I Need You), valamint az Irresistible (West Side Connection) és a You Got Me. A néhány hiphop/R&B-rádiónak elküldött kislemezzel a kiadó azt próbálta kideríteni, melyik dal hogy tetszik a rádióknak és a hallgatóknak, hogy ezzel megtudják, melyiket érdemes kiadni az album második kislemezeként. A rádiók egyik dalt sem játszották túl gyakran, de az Irresistible így is felkerült a slágerlistára; a Billboard Hot R&B/Hip-Hop Singles & Tracks listán a 81. helyig jutott.
Ugyanebben az időben külön kislemezen a The One című dal promóját is elküldték a rádióknak, és mivel ezt többször játszották, mint a MC… Move the Crowd számait, ezt tervezték megjelentetni második kislemezként; miután azonban a Through the Rain nem aratott sikert az USA-ban, a lemezkiadó úgy döntött, mégsem jelentet meg még egy lassú számot, és a MC… Move the Crowd dalai közül választottak egyet, a Boy (I Need You)-t.
Számlista
1. Boy (I Need You) (feat. Cam’ron)
2. Irresistible (West Side Connection)
3. You Got Me (feat. Jay-Z and Freeway)
4. Boy (I Need You) (Instrumental)
5. Irresistible (Instrumental)
6. You Got Me (Instrumental)

### The One
A The One egy kislemez a Charmbracelet albumról. Mariah Carey, Jermaine Dupri és Bryan Michael Cox írták. Eredetileg az album második kislemeze lett volna, végül azonban a gyorsabb tempójú Boy (I Need You)-t jelentették meg helyette.
Amikor a dalt még a Charmbracelet második kislemezének tervezték, promóciós lemezen kiküldték a rádióknak, és a megjelenés dátumát 2003. január 13-ára tűzték ki. A dal fogadtatása kedvező volt, és a videóklipet is elkezdték forgatni. Már a klip befejezéséhez közeledtek, mikor Carey és kiadója úgy döntöttek, mégsem adnak ki lassú számot, mert az album első kislemeze, a Through the Rain – szintén egy lassú dal – az Egyesült Államokban nem aratott sikert. A The One reklámozásával leálltak, és a gyorsabb tempójú, hiphop stílusú Boy (I Need You) promóciójára fordították energiájukat.
Videóklip és remixek
A dal videóklipjét Joseph Kahn rendezte, és 2002. november 25-én kezdték meg a forgatását Japánban. Az utolsó jeleneteket Los Angelesben vették fel. A forgatás első napján Careyt és a stábot rajongók hada rohanta meg, emiatt a rendőrség leállíttatta a forgatást és figyelmeztette az énekesnőt, a rendezőt és a stábot, hogy ne okozzanak felfordulást. Az MTV dokumentumfilmben mutatta be a klipforgatást. Közben Carey japán rajongói igyekeztek elérni, hogy egy másik dal legyen az új kislemez. Miután úgy döntöttek, hogy a The One nem jelenik meg kislemezen, a Japánban felvett jelenetek a Boy (I Need You) klipjébe kerültek be.
A The One-hoz, míg a megjelentetését tervezték, számos remix készült. A Widelife duó által készített mixek 2003 januárjában kiszivárogtak az internetre. A Morel’s Pink Noise Remixet Carey hivatalos rajongóklubjának tagjai letölthették.
A Universal Music Group 2003-ban Ázsiában újra kiadta a Charmbracelet albumot, négy új dallal, közte a The One So So Def remixével, melyben Bone Crusher rappel. Carey és a dal társproducere, Jermaine Dupri részben átírták a szöveget ehhez a remixhez, az énekesnő pedig újraénekelte a vokálokat. A remixhez felhasználtak egy részletet Guy Goodbye Love című számából, melyet Teddy Riley, Gene Griffin, Aaron Hall és Timmy Gatling írtak.
A So So Def Remix kissé eltérő változata felkerült Carey remixalbumára, a The Remixesre (2003).
Hivatalos remixek, verziók listája
- The One (Instrumental)
- The One (Radio Edit)
- The One (Radio Edit w/o Rap)
- The One (So So Def Remix feat. Bone Crusher)